# Факоэмульсификация
Факоэмульсификация — микрохирургический метод удаления катаракты, в основе которого лежит фрагментация вещества хрусталика ультразвуком и его удаление из полости глазного яблока ирригационно-аспирационным методом.

## История
Первое описание характерного помутнения хрусталика можно обнаружить в медицинском сочинении «Папирус Эберса» (1525 г. до н. э). Согласно его содержанию, древние египтяне лечили катаракту глазными мазями и заклинаниями. В древности ученые пытались запечатлеть заболевания не только в рукописных трудах, но и в различных видах искусства, таких как скульптура и живопись. Так, в Египетском музее (Каир) находится статуя, представляющая собой мужчину, левый глаз которого, вероятно, поражен катарактой. Данное произведение искусства считается самым древним зарегистрированным случаем катаракты (2457—2467 гг. до н. э.).
В Фивах найдена настенная роспись (около 1200 г. до н. э.), которая изображает офтальмолога, рассматривающего глаз ремесленника. Длина инструмента в его руках позволяет предположить, что он использовался для выполнения операции по удалению катаракты.
В 2001 году, недалеко от пирамидного комплекса Саккара (построенного около 2630 г. до н. э.), примерно в 30 км к югу от Каира, археологи обнаружили гробницу хирурга фараона. На стенах гробницы был изображен врач, использовавший ланцет для удаления катаракты. Подобный метод использовался офтальмологами вплоть до 1748 года, когда французский врач Дэвиль провел первое хирургическое вмешательство по удалению помутневшего хрусталика.
Современный метод удаления катаркты — факоэмульсификация, — впервые был предложен американским офтальмологом Чарльзом Кельманом. В 1967 году в медицинском журнале «American Journal of Ophthalmology» он опубликовал сообщение о новой технике удаления катаракты с применением низкочастотного ультразвука на глазах животных.
Первая модель факоэмульсификатора CavitronKelman была запатентована в 1971 году. Конструкция состояла их электронного блока-генератора ультразвуковой энергии (частота 40 кГц) и никелевого пьезопреобразователя со сменными иглами с каналами для ирригации и аспирации.
В 1973 году Кельман опубликовал результаты 500 факоэмульсификаций, выполненных в клинике. Согласно полученным данным, острота зрения 0,5 и выше была достигнута почти в 90 % случаев, при этом осложнения после операции развивались значительно реже, чем после интракапсулярной экстракции катаракты.
Несмотря на положительные результаты, процедура не сразу получила широкое распространение. Операция по сути являлась микрохирургическим вмешательством, выполняемым под микроскопом, что создавало дополнительные технические трудности для ее проведения.
Современная модель факоэмульсификатора состоит из электромагнитного генератора с подключенной к нему рукояткой с титановой иглой, которая колеблется в продольном или поперечном направлении на ультразвуковых частотах.

## Подготовка к операции
При подготовке к факоэмульсификации, офтальмохирург должен оценить плотность ядра хрусталика и уровень сохранности его связочного аппарата с целью оценки безопасности выбранного метода. С целью снижения риска развития инфекционных осложнений и отека в раннем послеоперационном периоде пациенту нередко назначают нестероидные противовоспалительные препараты и антибактериальные средства в виде глазных капель. Перед операцией не рекомендуется заниматься тяжелыми физическими нагрузками. Категорически запрещается употреблять алкоголь. Прием пищи и жидкости накануне следует ограничить. За 5 дней до операции необходимо прекратить прием антикоагулянтов.
Факоэмульсификация проводится под местной анестезией, для которой применяют инстилляции капель. Проводниковую анестезию — парабульбарные инъекции анестетика и блокаду лицевого нерва — выполняют по показаниям для обеспечения более глубокой анальгезии и акинезии глазного яблока.

## Принцип операции
Существует два способа проведения такой операции — торсионная факоэмульсификация и продольная. В настоящее время торсионная факоэмульсификация является более предпочтительным способом, так как торсионный ультразвук позволяет провести операцию наиболее эффективно, безопасно и персонализированно. Торсионная рукоятка дает возможность получать специальные осцилляторные колебания ультразвуковой иглы, позволяющие уменьшить тепловыделение и отталкивание фрагментов хрусталика. Для обеспечения доступа к ядру хрусталика выполняются два или три небольших разреза в области лимба (основной разрез шириной 2,2 мм, дополнительный разрез (разрезы) шириной 1,2 мм). Проводится удаление передней капсулы хрусталика. Наконечник факоэмульсификатора, представляющий собой небольшую иглу, вводится в полость глаза и разделяет ядро хрусталика на отдельные фрагменты. Система обмена жидкости, связанная с насосом инструмента, позволяет одновременно с механическим разрушением ядра хрусталика проводить аспирацию хрусталиковых масс и стабилизировать внутриглазное давление поступающим стерильным изотоническим раствором. Через другие разрезы проводятся манипуляции, позволяющие разделять ядро на отдельные фрагменты и в дальнейшем удалять менее плотные фрагменты кортикальных слоев хрусталика с помощью аспирации (без механического разрушения). Операция завершается имплантацией интраокулярной линзы в капсульный мешок. Интраокулярная линза имплантируется в сложенном виде через основной разрез с помощью инжектора. Как правило, разрез имеет самогерметизирующийся профиль, поэтому в подавляющем большинстве случаев хирург не прибегает к наложению швов на роговицу.

## Преимущества
По сравнению с ранее использовавшимся методом экстракапсулярной экстракции катаракты, ультразвуковая факоэмульсификация позволяет разрушить ядро хрусталика и провести его аспирацию через небольшой разрез (1,8 - 2,2 мм). Достоинствами метода является меньшее число осложнений, отсутствие необходимости наложения швов, сокращение сроков реабилитации пациентов, уменьшение хирургически индуцированного астигматизма. Для проведения процедуры необходим микрохирургический инструментарий и прибор — факоэмульсификатор.

## Возможные осложнения
Осложнения при факоэмульсификации встречаются реже, чем при удалении катаракты через большие разрезы. Специфические осложнения факоэмульсификации относятся к повреждающему действию факонаконечника на эндотелий роговицы глаза, что может приводить к отёку роговицы в раннем послеоперационном периоде (особенно при факоэмульсификации плотных катаракт). Предметом дискуссий остается влияние высокой частоты колебаний факонаконечника на состояние центральных отделов сетчатки глаза и стекловидного тела.
Послеоперационный синдром «сухого глаза» встречается у значительной части пациентов после факоэмульсификации (от 4 до 57 % случаев). Его появление объясняется операционной травмой и применением глазных капель, содержащих консерванты. У ряда больных он вызывает существенный дискомфорт, не стихающий спустя 3-4 недели после операции.

## Восстановление после операции
После факоэмульсификации пациент может покинуть клинику в день проведения операции. Чувствительность возвращается к глазу в течение нескольких часов, для восстановления зрения может потребоваться несколько дней. В течение нескольких недель после факоэмульсификации может потребоваться использование глазных капель. Читать или смотреть телевизор можно практически сразу после операции. После операции следует избегать физических нагрузок и любых воздействий на прооперированный глаз (касания, попадание мыла, шампуня, макияж и тд.). Большинство людей может вернуться к работе через несколько дней после факоэмульсификации, однако это зависит от условий рабочего процесса.